# 코즐롭카

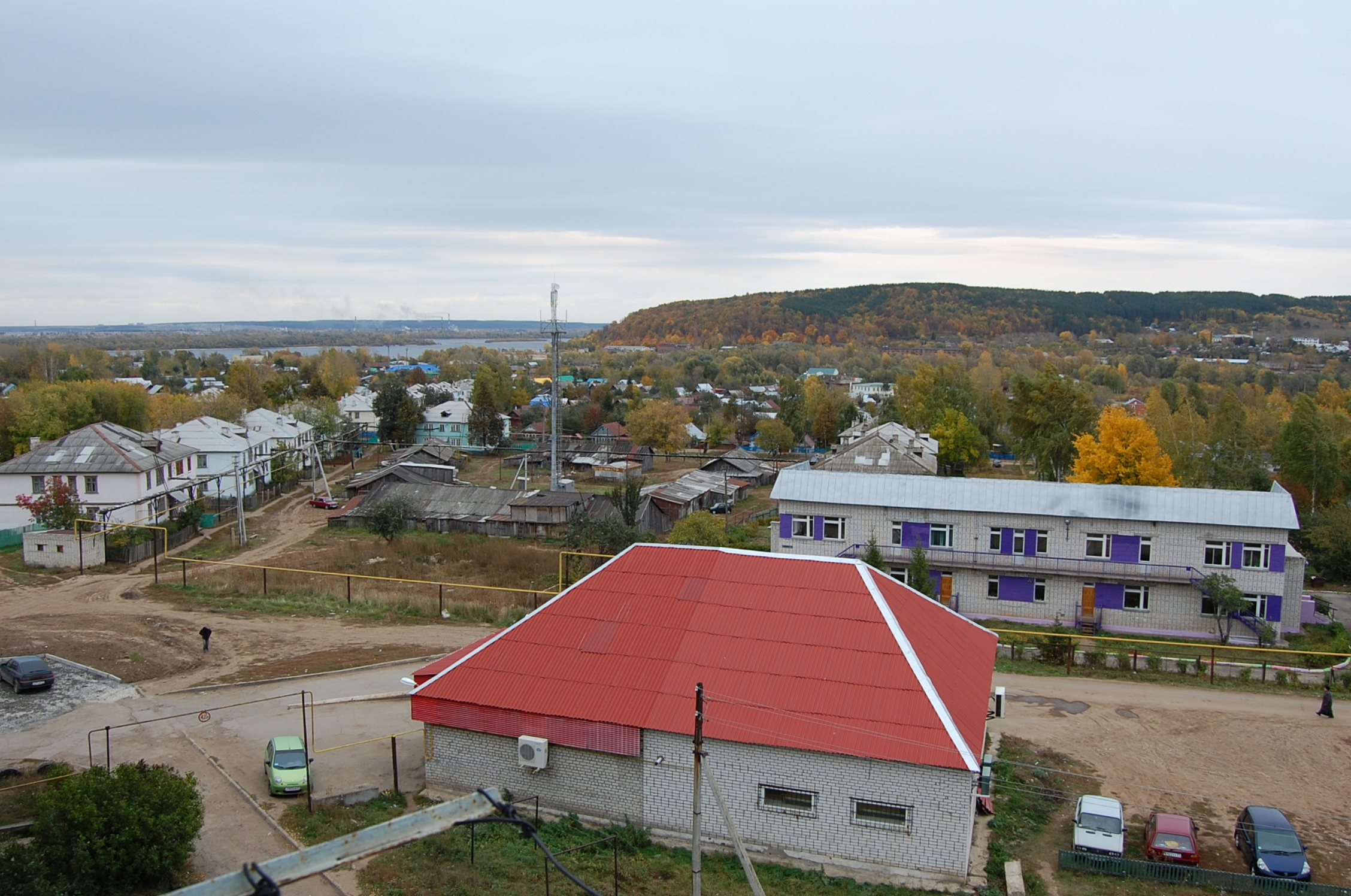

코즐롭카(러시아어: Козловка, 추바시어: Куславкка)는 러시아 추바시야 공화국의 도시로, 코즐롭스키군의 행정 중심지이다. 볼가강의 좌안에 자리잡고 있으며, 마리엘 공화국 및 타타르스탄 공화국과의 경계에 가깝다. 인구는 2010년 조사 기준 10,359명.